# جمهورية أمريكا الوسطى العظمى
كانت جمهورية أمريكا الوسطى العظمى اتحادًا سياسيًا قصير الأمد بين هندوراس ونيكاراغوا والسلفادور، استمر من 1896 إلى 1898. لقد كانت هذه محاولة لإحياء جمهورية أمريكا الوسطى الفاشلة من أوائل القرن.
وافقت الدول الثلاث على تأسيس اتحاد بتوقيع معاهدة أمبالا في 20 يونيو 1895 وجرى تأكيد الاتحاد رسميًا في 15 سبتمبر 1896 بعد أن صادقت جميع الدول على المعاهدة بشكل فردي. أعيد تسمية الجمهورية باسم «الولايات المتحدة الأمريكية الوسطى» عندما دخل دستورها حيز التنفيذ في 1 نوفمبر 1898.
كان من المقرر أن تقع العاصمة في مدينة أمابالا في هندوراس على خليج فونسيكا. تم حل الاتحاد بعد أن استولى الجنرال توماس ريغالادو على السلطة في السلفادور في 21 نوفمبر.
قبل حلها، أقامت الجمهورية الكبرى علاقات دبلوماسية مع الولايات المتحدة وقد فكرت جمهوريتا غواتيمالا وكوستاريكا في الانضمام إلى الاتحاد لكن أيا منهما لم يفعل في النهاية.